# Крестьянинов, Василий Иванович
Василий Иванович Крестьянинов — советский государственный и политический деятель, председатель Верховного Совета РСФСР.

## Биография
Начинал работать на ЗИЛе, прошёл путь от рабочего до секретаря парткома завода.
Родился 4 апреля (22 марта по старому стилю) 1906 года в селе Ельтесуново, Рождественского сельского поселения, Собинского района, Владимирской области
С 1925 года — на общественной и политической работе.
В 1925—1979 гг. — советский комсомольский работник в городе Москва, главный государственный инспектор по торговле города Москвы, председатель Исполнительного комитета Пролетарского районного Совета города Москвы, председатель Московского городского Совета профсоюзов, председатель Московского областного Совета профсоюзов, председатель Московского городского Совета профсоюзов, председатель Верховного Совета РСФСР, председатель Партийной коллегии при Московского городском комитете КПСС.
Член ВКП(б) с 1932 года.
Принимал участие в Великой Отечественной войне, награждён Медалью «За оборону Москвы», имел воинское звание — майор.
в 1945 году — председатель исполкома Пролетарского районного Совета депутатов трудящихся г. Москвы.
с 4 апреля 1963 г. по 11 апреля 1967 г. — Председатель Верховного Совета РСФСР
Избирался депутатом Верховного Совета РСФСР 3-го, 4-го, 5-го, 6-го, 7-го созывов.
Умер 1 ноября 1979 года в г. Москве (Похоронен на Новодевичьем кладбище в Москве).

## Награды
- орден Ленина (02.04.1966)
- орден Октябрьской Революции (25.08.1971)[1]
- Три ордена Трудового Красного Знамени
- Медаль «За оборону Москвы»